# Imitation
Imitation (af latin imitari: efterligne) er et fremmedord for en efterligning, for eksempel af fuglestemmer.